# Lista de membros de Oficina G3
Oficina G3 é uma banda brasileira de rock criada em 1987 por Juninho Afram, Wagner García, Walter Lopes, Túlio Régis e Manga Alcançou relevância nacional através de três integrantes, nomeadamente Afram, Duca Tambasco e Jean Carllos, os três membros mais antigos do conjunto.

## Membros atuais
Juninho Afram
Atividade: 1987–presente
Instrumentos: Guitarra, violão, vocais
Contribuições na banda: Todos álbuns do Oficina G3
Juninho Afram é o fundador da banda, líder e o único membro da formação inicial. Desempenhou nos vocais da banda, seja como vocal principal ou secundário em praticamente todos os álbuns.
Duca Tambasco
Atividade: 1994–presente
Instrumentos: Baixo, vocais
Contribuições na banda: Todos álbuns do Oficina G3 desde Nada é Tão Novo, Nada é Tão Velho (1993)
Integrante desde 1994, é responsável pelo baixo e raramente fornece vocais principais.
Jean Carllos
Atividade: 1995–presente
Instrumentos: teclado, piano, vocais
Contribuições na banda: Todos álbuns do Oficina G3 desde Indiferença (1996)
Tocou em todos os discos desde Indiferença. Entrou no grupo por convite de Walter Lopes e atuou nos vocais da banda em alguns álbuns

## Ex-membros
Túlio Régis
Atividade: 1987–1991
Instrumentos: Vocal
Contribuições na banda: Ao Vivo (1990)
Foi o primeiro vocalista do grupo, juntamente com Luciano Manga. Saiu por problemas pessoais.
Wagner García
Atividade: 1987–1993
Instrumentos: Baixo
Contribuições na banda: Todos os álbuns até Nada é Tão Novo, Nada é Tão Velho (1993)
Atuando no baixo da banda até 1993. Foi um dos fundadores da banda e designer dos primeiros álbuns.
Luciano Manga
Atividade: 1987–1997
Instrumentos: Vocal
Contribuições na banda: Todos álbuns até Indiferença (1996)
Foi o principal vocalista da Oficina G3 durante cerca de dez anos. Precisou deixar a banda por sua atividade pastoral fixa. Colocou, em seu lugar, o cantor PG.
Walter Lopes
Atividade: 1987–2002
Instrumentos: Bateria e vocal
Contribuições na banda: Todos álbuns até Humanos (2002)
Um dos fundadores da Oficina G3, também era vocalista esporádico e responsável pela apresentação do grupo em alguns shows. Embora O Tempo tenha sido o último trabalho como membro efetivo, Humanos tem uma faixa-bônus com sua participação.
PG
Atividade: 1997–2003
Instrumentos: Vocal e violão
Contribuições na banda: De Acústico (1998) até Humanos (2002)
Indicado por Luciano Manga, foi o principal vocalista da banda até 2003, quando saiu para ser pastor, e posteriormente seguir em carreira solo.
Alexandre Aposan
Atividade: 2006–2014
Instrumentos: Bateria
Contribuições na banda: De Elektracustika (2007) até Histórias e Bicicletas (Reflexões, Encontros e Esperança) (2013)
Embora tenha sido efetivado integrante em 2011, Aposan tocava com a Oficina G3 desde 2006, gravando dois discos. Saiu em 2014 por problemas contratuais com a gravadora.

Mauro Henrique
Atividade: 2008-2020
Instrumentos: Vocais e as vezes violão
Ingressou na Banda em 2008 tendo participado dos álbuns Depois da Guerra e Histórias e Bicicletas.